# Гранит-Кворрі (Північна Кароліна)
Гранит-Кворрі (англ. Granite Quarry) — місто (англ. town) в США, в окрузі Ровен штату Північна Кароліна. Населення — 2984 особи (2020).

## Географія
Гранит-Кворрі розташований за координатами 35°36′47″ пн. ш. 80°26′56″ зх. д. / 35.61306° пн. ш. 80.44889° зх. д. (35.613016, -80.448949).  За даними Бюро перепису населення США в 2010 році місто мало площу 7,42 км², уся площа — суходіл.

## Демографія
Згідно з переписом 2010 року, у місті мешкало 2930 осіб у 1149 домогосподарствах у складі 856 родин. Густота населення становила 395 осіб/км².  Було 1246 помешкань (168/км²).
Расовий склад населення:
| - 87,5 % — білих - 8,3 % — чорних або афроамериканців - 1,1 % — азіатів - 0,2 % — корінних американців - 1,7 % — осіб інших рас |

До двох чи більше рас належало 1,1 %. Частка іспаномовних становила 4,0 % від усіх жителів.
За віковим діапазоном населення розподілялося таким чином: 25,5 % — особи молодші 18 років, 61,1 % — особи у віці 18—64 років, 13,4 % — особи у віці 65 років та старші. Медіана віку мешканця становила 38,1 року. На 100 осіб жіночої статі у місті припадало 94,4 чоловіків;  на 100 жінок у віці від 18 років та старших — 91,3 чоловіків також старших 18 років.
Середній дохід на одне домашнє господарство  становив 58 818 доларів США (медіана — 48 750), а середній дохід на одну сім'ю — 64 106 доларів (медіана — 55 547). Медіана доходів становила 44 196 доларів для чоловіків та 35 530 доларів для жінок. За межею бідності перебувало 14,6 % осіб, у тому числі 19,0 % дітей у віці до 18 років та 16,7 % осіб у віці 65 років та старших.
Цивільне працевлаштоване населення становило 1223 особи. Основні галузі зайнятості: освіта, охорона здоров'я та соціальна допомога — 24,0 %, роздрібна торгівля — 18,7 %, виробництво — 11,3 %, публічна адміністрація — 8,7 %.